# 皮爾士符號學理論
查尔斯·桑德斯·皮尔斯（Charles Sanders Peirce，1839–1914）在1860年代开始撰写关于符號學（semiotics）的研究，其意思是对符号的哲学研究，当时他设计了三个范畴的系统。到20世纪，“符号学”一词的内涵扩展到所有关于符号的研究动向，包括费迪南·德·索绪尔从语言学出发，另行独自发展起来的符号学（semiology）传统。

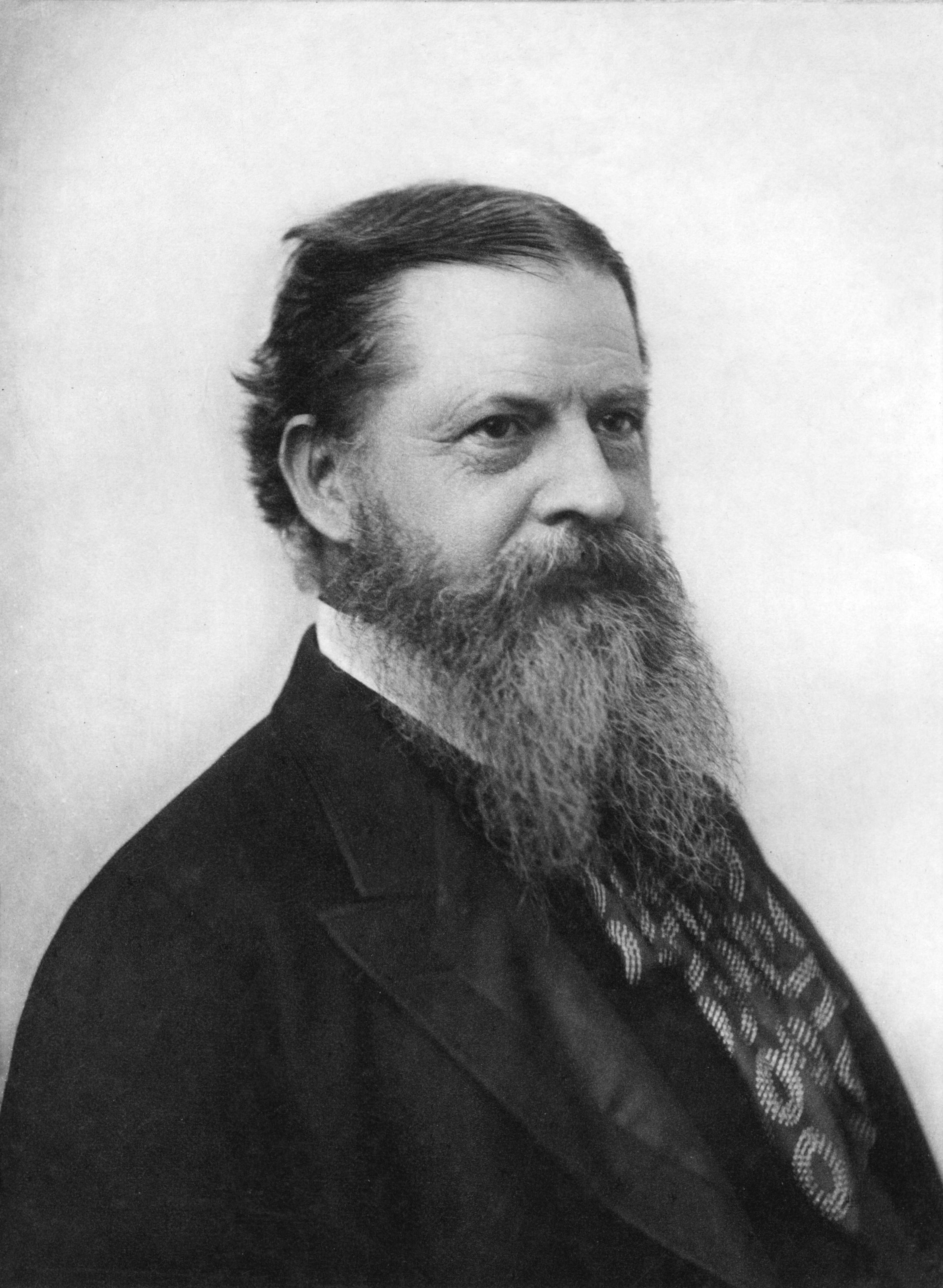
查尔斯·桑德斯·皮尔斯

皮尔斯是一位创新性和頗有成就的逻辑学家、数学家兼科学家，创立了哲學实用主义。皮尔斯符号学理论的中心思想集中在逻辑和表征上。
19世纪，皮尔斯将他所谓的“符号学”（semiotic，他有时将其拼作“semeiotic”）定义为“准必要的或形式的符号学说”，它抽象了“必须是所有符号的特征”所使用的符号……一种能够通过经验学习的智能，”并且这是在符号和符号过程方面追求的哲学逻辑。一般认为，皮尔斯的符号学是符号的哲学逻辑研究（符号未必是语言或人工的符号）、符号过程、推理模式和一般探究过程。皮尔斯符号学不仅涉及外部交流机制（类似索绪尔的符号学），还涉及内部表征机器、探究符号过程、推理模式，以及一般意义的整个探究过程。
与索绪尔的二元传统（能指、所指）不同，皮尔斯的符号学是三元的，包括符号、对象、解释项。 皮尔斯符号学进一步将三元中的每一元细分为三个子类型：像似符号、指示符号、规约符号。
皮尔斯学派的学者和编辑Max H. Fisch（1978）称，符号学的“semeiotic”一词是皮尔斯个人偏好的对洛克所说的的翻译。

## 符号学和逻辑
皮尔士将作为逻辑本身的哲学逻辑与逻辑的数学区分开来。他认为逻辑（本身）是哲学的一部分，是美学和伦理学之后的规范领域，比形而上学更基础，并且是设计研究方法的艺术。他认为，更一般地说，作为推理，“逻辑根植于社会原则”，因为推理取决于立场，而从某种意义上说，立场是无限的。
皮尔士认为逻辑是形式符号学，它是最广泛意义上的符号的形式研究，符號不仅包括人工的、语言的或符号的符号，还包括表象或指示性的符号，例如反应。他认为“整个宇宙都充满了符号，甚至是完全由符号组成”，以及它们的表征和推理关系，可以通过心灵或准心灵（任何功能類似於心灵的东西，尽管实际上可能不是）來解釋；这里的重点是一般的符號动作，而不是心理学、语言学或社会研究。
他认为，由于所有思想都需要时间，“所有思想都在符号中”和符号过程中（“指号过程”）并且符号过程的三个不可简化的元素是（1）符號，（2）對象，符号的主题，符号所代表的事物，可以是任何想得到的东西——品質、残酷的事实，或法律——甚至是虚构的（哈姆雷特王子），以及（3）解釋項，这是符号的意义或衍伸形成的概念或效果，即进一步的符号，例如翻译。即一个符号的表示是基於相似性或不依賴於解释的事实，该符号也是一个符号，因为它至少有可被解释的潛力。一个符号依赖於它的对象的，這種依賴允許（且在某种意义上决定）符號被解釋，形成一个解释项，而解释项又依赖于符号和对象，就像符号依赖于对象一样，因此是解釋項又是一個新符號，允許並決定了进一步、再进一步的解释。这个三元的过程在逻辑上得到结构化，使之永存，并且定义了符号、对象和解释项。
一个对象要么（1）是符号的直接對象，即符号所表現的对象，要么（2）是一个动态对象，即对象實際的樣子，而這個實際的樣子是直接對象的基礎。通常所討論的一個對象，比如哈姆雷特或海王星，是特殊的或部分的對象。一个符号的完整對象是對象的论域，即客体归属的那个世界中事物的总和。解释项要么是（1）直接的，例如一个词的通用义，符号中存在的一种解释品質或可能性，或者（2）动态的，一个实际的解释项，例如一种騷動狀態，或（3）終端的或規範的，它是问题的真正解决，如果思考或探究推得足够远，就能达到这种结果，它是一种规范或理想的終端，实际的解釋項至多只能与此相吻合。
皮尔士说，为了知道一个符号指涉的是什么，头脑需要对符号对象的某种体验，在给定符号或符号系统之外的体验，以及与之相伴随的体验。因此，他谈到了附随经验、附随观察、附随熟知，所有这些都使用了几乎相同的术语。例如，艺术作品既可以利用观众体验的丰富性，也可以利用觀眾體驗的局限性；一位小说家在撰寫影射小说时，會假定一般讀者沒有親身接觸過小說中描繪的真實人物。然後，讀者以慣常的方式將符號和解釋項指向小說所（有意或無意）表現的對象。無論怎樣，對象（無論是性質、事實或規律，甚至是虛構的）都通過人們與對象的附隨經驗來決定符號指向的解釋項，附隨經驗中對象是新發現的或被回憶起來的，即使它是與符號所喚起的想像中的對象的經驗，這種情況不僅在虛構作品中會發生，在理論和數學中也會發生，這一切都可能涉及在特定的規則和約束下對對象進行心理實驗。通過附隨經驗，即使是和某個不在場對象偶然地相似的符號，也會受到該對象的決定。
皮尔士认为逻辑分为三个主要部分：
1. 思辨语法（speculative grammar）[15]，与意义性和意义的条件有关。指示元素和组合的研究。
2. 逻辑批评（logical critic）[16]，与有效性，真实表现的条件有关。各种不同的方式的批判论证。
3. 思辨修辞（speculative rhetoric）或方法学（methodeutic）[17]，与決定解释的条件有关。在其相互作用的模式下进行探究的方法论。

1.思辨语法（speculative grammar）。皮尔士所说的这个术语的意思是发现符号如何有意义、符号有哪些种类、它们如何组合，以及一些符号如何体现或包含其他符号等问题之间的关系。在这个广阔的领域内，皮尔士发展了三种相互关联的普遍符号三分法，分别取决于 (1) 符号本身，(2) 符号如何代表其对象，以及 (3) 符号如何为其解释项代表其对象。每个三分法都根据所涉及的现象学范畴进行划分：第一性（感觉的性質，本质上是一元的），第二性（反应或抵抗，本质上是二元的）或第三性（表征或媒介，本质上是三元的）。
1. 质符、单符和型符。任何符号都可以分为以下三种之一：【质符】（qualisign）一种性质或可能性；【单符】（sinsign）一个实际的个体事物、事实、事件、状态等；【型符】（legisign）一种规范、习惯、规则、法律。
2. 像似符号、指示符号和规约符号。任何符号的表意都是借助以下三种形式之一：【像似】（icon）与对象的相似性；【指示】（index）与对象的事实关联；【规约】（symbol）指涉对象的解释习惯或规范。
3. 呈符、申符和论符。任何符号都可以解释为以下三种之一：【呈符】（rheme）类似于术语，以性质方面代表其对象；【申符】（dicisign）类似于命题，以事实方面代表其对象；【论符】（argument）论证性的，以习惯或法则方面来代表其对象。这就是作为推理构建块的符号的三分法。

不同三分法的一些（但不是全部）符号类别是相互交叉的。例如，质符一定是像似符号，而不会是指示或规约符号。他认为在这三个通用的三分法的逻辑定义下，只存在十类符号。他認為還存在更多这样的通用的三分法。此外，一些符号需要其他符号才能体现。比如说，一个型符，如英文单词“the”，需要借助一个单符才能被表达出来。另一种组合形式是附加或包含：指示符号可以附加到或包含于像似符号或规约符号中。
皮尔士将标签、图例或其他附加在像似符号上的指示符号与一般的像似符号分别开来，称为“亚像似符”（hypoicon），并将亚像似符分为三类：(a)图像（image），依赖于简单的性质； (b)图表（diagram），其内部关系（主要是二元关系或类似二元关系）通过类比表示另一事物之中的关系； (c)隐喻（metaphor），通过表示另一事物的平行关系来表示出某一符号的代表特征。图表可以是几何的，也可以包含在代数表达式的数组中，甚至可以是“所有的___都是___”这样的日常表达，因为它与其他图表类似，可以转换成逻辑或数学形式。
2.逻辑批评（logical critic）或逻辑本身（logic proper）。这是皮尔士所讲的日常意义上的逻辑。对于皮尔士来说，其主要目标是对论证（argument）进行分类并确定每种论证的有效性和效力。他看到了三种主要模式：溯因推理（猜测，对假设解释的推理）、演绎和归纳。一件艺术作品可以体现一个推理过程，可以成为一个论证（argument），而不是一个明确的论辩（argumentation）。例如，这就是《戰爭與和平》的大部分内容及其结尾部分之间的区别。
3.思辨修辞（speculative rhetoric）或方法学（methodeutic）。对皮尔士来说，它是在对真理的调查、阐述和应用中有效使用符号的理论。其中，皮尔斯对该术语的解释与莫里斯的语用学概念不谋而合。他还称之为“方法学”，因为它是对调查中使用的方法的分析。

## 使用符号和对象
皮尔士得出结论，符号可以通过三种方式来表示对象。这也是皮尔士最著名的符号三分法的基础：
- 像似符號（icon）
- 指示符號（index）
- 規約符號（symbol）[22]

像似符號
該术语指藉由相似性来表示的符号，例如肖像和一些绘画，但這種符號也可以是自然的或数学的。像似性與实际连接無關，哪怕它可能是由实际连接而產生的。一个像似符號，只要它的对象不需要实际存在，就是或者体现了一种可能性。一张照片可以視作像似符號，因为它与其对象相似，但由于它与对象的实际联系，也可以认为是一个指示符號（上面附着了像似符號）。同样，一幅写生的肖像也是同理。像似符號的相似性是客观的，独立于解释，但与某种理解方式（如视觉）相关。像似符號未必是感官的；任何东西都可以作为像似符號，例如一个简化的论点（本身是一个复杂的符号）常用作充满细节的论点（另一个符号）的像似符號。
指示符號
皮尔士認為，指示符号藉助事實的聯繫來表意，這種聯繫通常是因果关系。例如，如果我们看到烟，我们会推測：它是某个原因——火灾——產生的结果。如果聯繫是事实的，無論相似性或解释如何，都可視作指示符號。皮尔士通常认为人名和指示词（例如“這個”一詞）也是指示符號，因为尽管作为词它们依赖于解释，但它们是依赖于与其指示对象之間必不可少的事实关系的符號。个人姓名与其命名对象具有实际的历史联系，通常记录在出生证明上；而“這個”这个词就像手指的指向。
規約符號
皮尔士認為，規約符號是指称和意义的习惯或规范。規約符號可以是自然的、文化的，也可以是抽象的和合乎逻辑的。它们作为符号的意義取决于将如何被解释，并且缺乏或已喪失和它们所表示的对象之間的像似性或指示的聯繫，哪怕它在某次出現時可能是符號接收者对這個符號所代表的对象的体验的指示。規約符號由专门的指示的单一符号（indexical sinsign）。一个命题，不考虑其在特定语言中的表达，就已经是一个规约符号，但许多规约符号都是从社会上接受和文化上认同的东西中提取出来的。传统符号，如“马”和“caballo”，规定了它们实例的声音或外观性质（例如，页面上“马”一词的个别用例）基于相当于任意规定的内容。这样的规约符号利用社会中已知和被认可的东西来赋予意义。它可以是口语，也可以是书面语。
例如，我们可以把有四个轮子、四个门、一个引擎，以及座位的大型金属物体称为“汽车”，因为这个词语在我们的文化中是一致的，它使我们能够交流沟通。类似地，作为一个对语言和符号有着共同理解的社会，我们也可以在其他使用中文的社会环境中写下“汽车”一词，且知道它象征什么、代表什么。